# Емельянов, Станислав Васильевич
Станисла́в Васи́льевич Емелья́нов (18 мая 1929, Воронеж — 15 ноября 2018, Москва) — советский и российский учёный, специалист в области автоматического управления, академик АН СССР (1984), академик-секретарь Отделения информатики, вычислительной техники и автоматизации РАН, лауреат Ленинской премии, Государственной премии СССР и Государственной премии Российской Федерации.

## Биография
В 1952 году окончил Московский авиационный институт.
Кандидат технических наук (1958). Тема кандидатской диссертации: «Системы автоматического управления с переменной структурой».
Доктор технических наук (1964). Тема докторской диссертации «Теория систем с переменной структурой».
В 1966 году получил учёное звание профессора.
В 1970 году избран членом-корреспондентом АН СССР.
В 1984 году избран академиком АН СССР, в 1991 году стал академиком РАН.
В 1965—1976 годах — заместитель директора Института проблем управления АН СССР.
С 1977 года — директор Международного института проблем управления, с 1992 года — директор ИСА РАН.
С 1989 года работал в Московском университете в должности заведующего кафедрой нелинейных динамических систем и процессов управления факультета ВМК МГУ.
В течение 30 лет возглавлял кафедру инженерной кибернетики в МИСиС.
Был женат, имел двоих детей.
Умер в 2018 году. Похоронен на Троекуровском кладбище.

## Научная деятельность
Создал новый раздел теории автоматического управления — теорию систем с переменной структурой (СПС), развил важнейший раздел кибернетики — общую теорию управления. Был членом Главной редколлегии информационных изданий ВИНИТИ, членом редколлегии серии «Кибернетика — неограниченные возможности и возможные ограничения» РАН (издательство «Наука»).
Член экспертной комиссии РСОШ по информатике, почётный профессор МИСиС.

### Основные работы
Автор многих статей и монографий, в том числе:
- Емельянов С. В. и др. Теория систем с переменной структурой. М.: Наука, 1970.
- Бобылев Н. А., Емельянов С. В., Коровин С. К. Геометрические методы в вариационных задачах. М.: Магистр, 1998[6].
- Машиностроение: энциклопедия в 40 томах. Том 1-4 Автоматическое управление. Теория. Красовский А. А., Попов Е. П., Астапов Ю. М., Белоглазов И. Н., Буков В. Н., Бутковский А. Г., Володин В. В., Емельянов С. В., Желтов С. Ю., Земляков С. Д., Казаков И. Е., Коровин С. К., Красильщиков М. Н., Крутько П. Д., Малышев В. В., Медведев В. С., Огинский А. А., Рутковский В. Ю., Себряков Г. Г., Семенов А. В. и др.; под ред. Е. А. Федосова. — Москва : Машиностроение, 2000[7]. — 688 c.; ISBN 5-217-02817-3
- Емельянов С. В., Олейник А. Г., Попков Ю. С., Путилов В. А. Информационные технологии регионального управления. М.: УРСС, 2004.
- Емельянов С. В. и др. Методы идентификации промышленных объектов в системах управления. Кемерово, 2007.
- Емельянов С. В. и др. Теория и практика прогнозирования в системах управления. Кемерово, 2008.

## Награды
- Орден «За заслуги перед Отечеством» II степени (22 августа 2015 года) — за большой вклад в развитие науки, образования, подготовку квалифицированных специалистов и многолетнюю плодотворную деятельность[8]
- Орден «За заслуги перед Отечеством» III степени (28 мая 2004 года) — за большой вклад в развитие отечественной науки и подготовку высококвалифицированных специалистов[9]
- Орден «За заслуги перед Отечеством» IV степени (3 марта 1999 года) — за заслуги перед государством, высокие достижения в производственной деятельности и большой вклад в укрепление дружбы и сотрудничества между народами[10]
- Орден Почёта (30 июля 2010 года) — за достигнутые трудовые успехи и многолетнюю плодотворную работу[11]
- Орден Октябрьской Революции (1974 год)[12]
- Орден Дружбы Народов (17 мая 1979 года) — за заслуги в развитии советской науки, укреплении научного сотрудничества стран—членов СЭВ и в связи с пятидесятилетием со дня рождения[13]
- Государственная премия Российской Федерации 1994 года в области науки и техники (10 июня 1994 года, совместно с С. К. Коровиным) — за цикл работ «Теория и методы синтеза новых типов обратных связей для управления неопределёнными динамическими объектами»[14]
- Ленинская премия 1972 года в области науки и техники (21 апреля 1972 года, совместно с В. И. Уткиным) — за цикл работ по теории систем с переменной структурой[15]
- Государственная премия СССР в области техники (1980)
- Премия Правительства Российской Федерации 2009 года в области науки и техники (17 марта 2010 года) — за создание современных систем автоматизации управления обогатительными фабриками и технологическими комплексами угольных шахт нового поколения[16]
- Премия Правительства Российской Федерации 2012 года в области образования (15 ноября 2012 года) — за работу «Разработка и внедрение научно-методического комплекса организационных и научно-практических мероприятий, обеспечивающих повышение качества математического образования студентов инженерно-технических направлений и специальностей»[17]
- Премия имени А. А. Андронова (совместно с С. К. Коровиным, Н. А. Бобылёвым, за 2000 год) — за монографию «Геометрические методы в вариационных задачах»[18]